# Carlos Esquivel
Carlos Esquivel (Tlalpujahua, Michoacán, 10 de abril de 1982) es un exfutbolista mexicano que jugaba de mediocampista. Su último equipo fue Potros UAEM. 

## Trayectoria

### Deportivo Toluca
El 9 de agosto de 2003 debutó en el Ascenso MX con el Atlético Mexiquense, frente a Acapulco.
Carlos Esquivel debutó en primera división el 30 de julio de 2005 con el Toluca Fc en duelo contra el Club Necaxa entrando de cambio por Rodrigo Díaz, al mando de Américo Gallego.

### Tigres UANL
Para noviembre de 2007, se oficializó su préstamo a Tigres de cara al clausura 2008.

### Deportivo Toluca (Segunda Etapa)
En junio de 2008, al tener buenas actuaciones con los Tigres UANL, se oficializó su regreso  al equipo escarlata. 
Carlos Esquivel se volvió el asistente de Héctor Mancilla, y por tanto, pieza clave para los campeonatos del Apertura 2008 y Bicentenario 2010. 
Es el tercer jugador con más partidos disputados con el club, con 407, detrás de Hernán Cristante, con 419. Al iniciar el clausura 2016; sus 407 partidos disputados corresponden a 317 partidos en fase regular nacional, 24 partidos de fase regular internacional, 59 partidos en fase final nacional y 7 partidos en fase final internacional.
Además de lo anterior, es un jugador histórico en el plano internacional del Deportivo Toluca, pues Carlos Esquivel es el único diablo en haber jugado en las tres ediciones de Copa Libertadores en que el Club ha competido en su historia;  por otro lado, Carlos Esquivel ha marcado goles en todas las copas internacionales que con el club ha disputado, estos fueron:  Copa Sudamericana (2006), Copa de Campeones de Concacaf (en 2006, 2009 y 2013) y Copa Libertadores (en 2013 y 2016).
Finalmente, sin ser un delantero nominal, Carlos Esquivel está dentro del Top 15 de máximos goleadores escarlatas, ocupando el puesto número 14 con 44 dianas (34 en Liga, 1 en Copa MX, 1 en Copa Sudamericana, 6 en Copa de Campeones de Concacaf y 2 en Copa Libertadores).

### Tiburones Rojos de Veracruz
En el draft Clausura 2018, se oficializó su traspaso a los Tiburones Rojos de Veracruz, en calidad de préstamo por 1 año con opción a compra.

### Deportivo Toluca (Tercera Etapa)
El 26 de diciembre de 2018, se oficializa su regreso al Deportivo Toluca, por petición de Hernán Cristante, convirtiéndose en el cuarto refuerzo para el Clausura 2019.

## Clubes
| Club                        | País   | Año       |
| --------------------------- | ------ | --------- |
| Deportivo Toluca            | México | 2005-2007 |
| Tigres UANL                 | México | 2008      |
| Deportivo Toluca            | México | 2008-2017 |
| Tiburones Rojos de Veracruz | México | 2018      |
| Deportivo Toluca            | México | 2019      |
| Potros UAEM                 | México | 2019      |

## Selección nacional
Su primer partido con la Selección Mexicana fue el 24 de septiembre de 2008, cuando Sven-Goran Eriksson lo mandó al campo en el segundo tiempo, contra Chile. 
Fue convocado por Javier Aguirre y salió campeón en la Copa Oro 2009.
Carlos Esquivel portó el dorsal 21 y participó en el plantel de la Selección Mexicana dirigida por Miguel Herrera, que resultó campeón de la Copa Oro 2015.
El primer gol que convirtió como Seleccionado Nacional fue contra la Selección de Trinidad y Tobago en un encuentro amistoso en Salt Lake, Estados Unidos con el DT en turno Ricardo Ferretti, el gol fue un remate de cabeza con Asistencia de Torres Nilo que ponía parcialmente a México abajo en el marcador 2-1 el resultado final fue de 3-3.
Formó parte de la convocatoria de Ricardo Ferretti para disputar el boleto a la Copa FIFA Confederaciones contra la Selección de Estados Unidos donde no tuvo acción y México obtuvo el pase para la Confederaciones 2017 en Rusia.

## Estadísticas

### Estadísticas en clubes
Actualizado hasta la jornada 8 del clausura 2016.
| Club                    | Div           | Temporada     | Goles   | Goles   | Goles    | Goles        | Total |
| Club                    | Div           | Temporada     | Liga MX | Copa MX | Concacaf | Libertadores | Total |
| ----------------------- | ------------- | ------------- | ------- | ------- | -------- | ------------ | ----- |
| Deportivo Toluca México |               |               |         |         |          |              | Total |
| 1.ª                     | 2006          | 4             | 0       | 0       | 0        | 4            |       |
| 1.ª                     | 2006-07       | 4             | 0       | 4       | 0        | 8            |       |
| 1.ª                     | 2007          | 0             | 0       | 0       | 0        | 0            |       |
| 1.ª                     | Total club    | 8             | 0       | 4       | 0        | 12           |       |
| Tigres UANL México      |               |               |         |         |          |              |       |
| 1.ª                     | 2008          | 2             | 0       | 0       | 0        | 2            |       |
| 1.ª                     | Total club    | 2             | 0       | 0       | 0        | 2            |       |
| Deportivo Toluca México |               |               |         |         |          |              |       |
| 1.ª                     | 2008-09       | 3             | 0       | 0       | 0        | 3            |       |
| 1.ª                     | 2009-10       | 9             | 0       | 1       | 0        | 10           |       |
| 1.ª                     | 2010-11       | 2             | 0       | 0       | 0        | 2            |       |
| 1.ª                     | 2011-12       | 3             | 0       | 0       | 0        | 3            |       |
| 1.ª                     | 2012-13       | 1             | 0       | 0       | 1        | 2            |       |
| 1.ª                     | 2013-14       | 3             | 0       | 1       | 0        | 4            |       |
| 1.ª                     | 2014-15       | 2             | 0       | 0       | 0        | 2            |       |
| 1.ª                     | 2015-16       | 3             | 1       | 0       | 0        | 4            |       |
| 1.ª                     | 2016-17       | 0             | 0       | 0       | 1        | 1            |       |
| Total club              | Total club    | Total club    | 26      | 1       | 2        | 2            | 31    |
| Total carrera           | Total carrera | Total carrera | 36      | 1       | 6        | 2            | 45*   |

*Habría que sumar aún un gol anotado a El Nacional (Ecuador) en la Copa Sudamericana de 2006.

### Goles internacionales
Marcadores y resultados.
| 1. | 4 de septiembre del 2015 | Rio Tinto Stadium, Salt Lake City, Estados Unidos | Trinidad y Tobago | Anotado | 3-3 | Amistoso |

## Palmarés

### Campeonatos nacionales
| Título               | Club             | País   | Año  |
| -------------------- | ---------------- | ------ | ---- |
| Primera División     | Deportivo Toluca | México | 2005 |
| Campeón de Campeones | Deportivo Toluca | México | 2006 |
| Primera División     | Deportivo Toluca | México | 2008 |
| Primera División     | Deportivo Toluca | México | 2010 |

### Campeonatos Selección
| Título            | Equipo | Sede           | Año  |
| ----------------- | ------ | -------------- | ---- |
| Copa Oro CONCACAF | México | Estados Unidos | 2009 |
| Copa Oro CONCACAF | México | Estados Unidos | 2015 |
| Copa Concacaf     | México | Estados Unidos | 2015 |

### Distinciones individuales
| Distinción                                   | Año  |
| -------------------------------------------- | ---- |
| Jugador Fair Play Primera División de México | 2009 |